# DDR-Badmintonmeisterschaft 1971
Die DDR-Badmintonmeisterschaft 1971 fand vom 8. bis zum 9. Mai 1971 in Dresden statt. Es war die 11. Austragung der Titelkämpfe.

## Medaillengewinner
| Disziplin    | Gold                                               | Silber                                                        | Bronze                                           |
| ------------ | -------------------------------------------------- | ------------------------------------------------------------- | ------------------------------------------------ |
| Herreneinzel | Edgar Michalowski (Einheit Greifswald)             | Joachim Schimpke (Aktivist Tröbitz)                           | Erfried Michalowsky (Einheit Greifswald)         |
| Herreneinzel | Edgar Michalowski (Einheit Greifswald)             | Joachim Schimpke (Aktivist Tröbitz)                           | Klaus Müller (Einheit Greifswald)                |
| Dameneinzel  | Monika Thiere (Aktivist Tröbitz)                   | Christine Zierath (Einheit Greifswald)                        | Beate Herbst (HSG DHfK Leipzig)                  |
| Dameneinzel  | Monika Thiere (Aktivist Tröbitz)                   | Christine Zierath (Einheit Greifswald)                        | Annemarie Richter (BSG Wismut Karl-Marx-Stadt)   |
| Herrendoppel | Klaus Katzor Roland Riese (Aktivist Tröbitz)       | Erfried Michalowsky Edgar Michalowski (Einheit Greifswald)    | Wolfgang Bartz Hans Abraham (EBT Berlin)         |
| Herrendoppel | Klaus Katzor Roland Riese (Aktivist Tröbitz)       | Erfried Michalowsky Edgar Michalowski (Einheit Greifswald)    | Volker Herbst Gerd Pigola (HSG DHfK Leipzig)     |
| Damendoppel  | Rita Gerschner Monika Thiere (Aktivist Tröbitz)    | Angela Cassens Christine Zierath (Einheit Greifswald)         | Jutta Tietze Marina Göpfert (SG Gittersee)       |
| Damendoppel  | Rita Gerschner Monika Thiere (Aktivist Tröbitz)    | Angela Cassens Christine Zierath (Einheit Greifswald)         | Christel Sommer Beate Herbst (HSG DHfK Leipzig)  |
| Mixed        | Joachim Schimpke Rita Gerschner (Aktivist Tröbitz) | Harald Richter Annemarie Richter (BSG Wismut Karl-Marx-Stadt) | Klaus Müller Angela Cassens (Einheit Greifswald) |
| Mixed        | Joachim Schimpke Rita Gerschner (Aktivist Tröbitz) | Harald Richter Annemarie Richter (BSG Wismut Karl-Marx-Stadt) | Harald Lehniger Gaby Apitz (TSG Fürstenwalde)    |